# Macrocorupha gynerii
Macrocorupha gynerii är en insektsart som beskrevs av Frederick Arthur Godfrey Muir 1926. Macrocorupha gynerii ingår i släktet Macrocorupha och familjen sporrstritar. Inga underarter finns listade i Catalogue of Life.